# Sebeka
Sebeka est une ville du comté de Wadena au Minnesota, aux États-Unis.

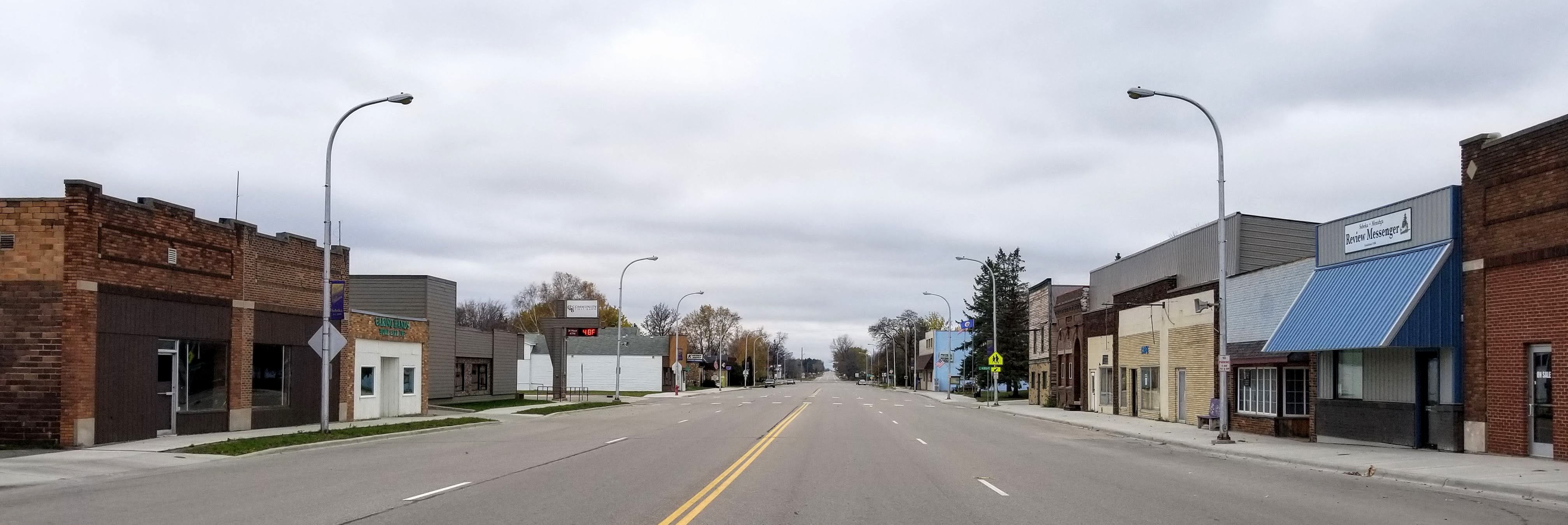
Bâtiments sur la rue principale de Sebeka, avenue Minnesota.